# Luthuli Dlamini
Luthuli Dlamini (* 13. März 1966 in Bulawayo, Provinz Bulawayo, Simbabwe) ist ein südafrikanischer Schauspieler. Er erlangte Bekanntheit bei einem breiten Publikum durch seine Darstellung des Stan Nyathi in der Fernsehserie Scandal!.

## Leben
Dlamini wurde in Bulawayo geboren, verbrachte seine Kindheit und einen Großteil seines Lebens in England im Vereinigten Königreich. Nach seiner Schulzeit zog er nach Südafrika und konnte sich in dem Küstenstaat als Schauspieler etablieren. Er übernahm größere Serienrollen in Fernsehserien wie Coconuts oder Scandal! und hatte Nebenrollen in den Fernsehfilmen Im Brautkleid durch Afrika und Lost Future – Kampf um die Zukunft.

## Filmografie (Auswahl)
- 2004: Scout's Safari (Fernsehserie, Episode 2x13)
- 2008: Coconuts (Fernsehserie)
- 2008: SMS Sugar Man
- 2010: Wildes Herz Afrika (Wild at Heart) (Fernsehserie, Episode 5x02)
- 2010: Im Brautkleid durch Afrika (Fernsehfilm)
- 2010: Lost Future – Kampf um die Zukunft (The Lost Future) (Fernsehfilm)
- 2011: Sobukwe: A Great Soul
- 2011–2013: Scandal! (Fernsehserie)
- 2013: The Algiers Murders
- 2013: Mad Dogs (Fernsehserie, Episode 4x01)
- 2013: As It Used to Be (Kurzfilm)
- 2013: Chander Pahar
- 2015: The Road (Fernsehserie)
- 2015: Safe Bet
- 2016: Jongo (Fernsehserie)
- 2016: Happiness Is a Four-letter Word
- 2016: The Journey Is the Destination
- 2016: Cry of Love
- 2016: Mandela's Gun
- 2016: Naked Reality
- 2017: Meet the Radebes
- 2017: Blood Drive (Fernsehserie, Episode 1x04)
- 2019: The Furnace
- 2020: Red Cargo
- 2021: Dead Places (Fernsehserie, 3 Episoden)